# 命仲
命仲（?—?），是青铜器“滕虎簋”记载的滕国国君，滕侯虎之父，滕伯文的祖父，為西周周康王、周昭王時期人物。生卒年及在位时段不详。
王國維《釋滕》以「滕虎」為中滕伯文之叔父滕孟虎。滕虎簋藏于台湾中央研究院，滕虎為感念其父命仲，而鑄造滕虎簋铭文内容为：
| 前任： 滕侯 | 西周滕國君主 在位时间不详 | 繼任： 滕侯虎 |